# Taenitis pinnata
Taenitis pinnata är en kantbräkenväxtart som först beskrevs av John Smith, och fick sitt nu gällande namn av Holtt. Taenitis pinnata ingår i släktet Taenitis och familjen Pteridaceae.

## Underarter
Arten delas in i följande underarter:
- T. p. brachysora
- T. p. polypodioides